# Berberis wangii
Berberis wangii är en berberisväxtart som beskrevs av Camillo Karl Schneider. Berberis wangii ingår i släktet berberisar, och familjen berberisväxter. Inga underarter finns listade i Catalogue of Life.